# Idaea imbellis
Idaea imbellis là một loài bướm đêm trong họ Geometridae.